# Finnische Badmintonmeisterschaft 1983
Die Finnische Badmintonmeisterschaft 1983 fand vom 12. bis zum 13. Februar 1983 in Helsinki statt.

## Finalergebnisse
| Disziplin    | Sieger                           | Finalist                           | Ergebnis              |
| ------------ | -------------------------------- | ---------------------------------- | --------------------- |
| Herreneinzel | Heikki Holvikari                 | Thomas Westerholm                  | 5-15, 15-12, 18-13    |
| Dameneinzel  | Jaana Ellilä                     | Susanna Dahlberg                   | 11-8, 11-4            |
| Herrendoppel | Tony Tuominen Pekka Sarasjärvi   | Heikki Holvikari Thomas Westerholm | 15-1, 15-2            |
| Damendoppel  | Peggy Hintze Johanna Segercrantz | Bodil Valtonen Raija Sjöblom       | 12-10, ret.           |
| Mixed        | Tony Tuominen Wiola Renholm      | Peter Hammer Jaana Ellilä          | 10-15, 15-9, 1-0 ret. |